# فرانسسکا سیپریانی
فرانسسکا سیپریانی (اسپانیایی: Francesca Cipriani‎؛ زادهٔ ۲۰ نوامبر ۱۹۹۲) مدل اهل اکوادور است.
او برندهٔ جشنواره زیبایی و دختر شایستهٔ اکوادور در سال ۲۰۱۵ است که در همان سال به نمایندگی از کشور اکوادور در مساقات جهانی دختر شایسته شرکت نمود.